# Людвиг I (граф Вюртемберга-Ураха)
Людвиг I (нем. Ludwig I; до 31 октября 1412 — 23/24(?) сентября 1450, Урах) — граф Вюртемберга с 1419 года под именем Людвиг IV, граф Вюртемберг-Ураха с 1442 года, граф Монбельяра с 1444 года. Сын Эберхарда IV и Генриетты Монбельярской.

## Биография
После смерти отца Людвиг I и его брат Ульрих до 1426 года находились под опекой матери и регентского совета. Затем Людвиг стал править самостоятельно сначала один, а с 1433 года вместе с братом.
21 октября 1436 года он женился на Мехтильде Пфальцской. После женитьбы Ульриха на Маргарите Клевской братья договорились разделить Вюртемберг — сначала сроком на 4 года, потом — постоянно (по Нюртингенскому договору от 23 января 1442 года).
Людвиг I получил южную и западную части графства с центром в Урахе, а также владения в Эльзасе. После смерти матери в 1444 году он унаследовал графство Момпельгард (Монбельяр).
Людвиг I умер в 1450 году от чумы.

## Дети
- Мехтильда (после 1436 — 6 июня 1495), с 1454 жена Людвига II, ландграфа Гессенского.
- Людвиг II (3 апреля 1439 — 3 ноября 1457) — граф Вюртемберг-Урахский с 1450.
- Андреас (род. и умер в 1443).
- Эберхард I (11 декабря 1445 — 24 февраля 1496) — с 1457 граф, с 1495 первый герцог Вюртемберга.
- Елизавета (4 октября 1447 — 3 июня 1505) — с 1470 супруга графа Иоганна II Нассау-Вейльбургского (1423—1472), с 1474 жена Генриха Старшего, графа Штольбергского.